# Peder Marcussen
Peder Andreas Marinus Marcussen (Guldager, 26 november 1894 - Esbjerg, 16 december 1972) was een Deens turner. 
Marcussen won met de Deense ploeg de gouden medaille in de landenwedstrijd vrij systeem in 1920.

## Resultaten

### Olympische Zomerspelen
| Jaar | Plaats    | Resultaten                         |
| ---- | --------- | ---------------------------------- |
| 1920 | Antwerpen | in de landenwedstrijd vrij systeem |